# Mini-koningskwestie
Met de mini-koningskwestie wordt in België verwezen naar het gebeuren rond de weigering van koning Boudewijn om het wetsvoorstel tot depenalisering van abortus te bekrachtigen.

## Geschiedenis
Op 30 maart 1990 stuurde Boudewijn twee brieven naar de toenmalige eerste minister Martens waarin hij meedeelde dat hij omwille van morele wroeging zich er niet toe kon brengen het desbetreffende wetsvoorstel te ondertekenen. Hij wilde evenwel het democratische proces niet belemmeren en verzocht daarom in een tweede brief om een oplossing waarbij de wet rechtsgeldig kon worden zonder dat hij die zelf moest handtekenen. Boudewijn zelf geeft in die brief de suggestie van een aanpassing van de grondwet, namelijk artikel 26, alinea 1 zodat de koning niet meer nieuwe wetten zou tekenen.
Boudewijns gewetensbezwaar was gestoeld op zijn diep-katholieke geloofsovertuiging verzwaard door het feit dat het toenmalig koninklijk paar zelf kinderloos was, ondanks een grote kinderwens.

## Oplossing
De oplossing die men bedacht voor de mini-koningskwestie is juridisch omstreden. Martens had zich gebaseerd op de toelichting door ULB-professor Jean Stengers in diens biografie van koning Leopold III. Volgens de kabinetschef van Martens, de constitutionalist André Alen, was hijzelf de bedenker van het idee, namelijk de combinatie van elementen uit twee grondwettelijke bepalingen (de huidige artikelen 90, tweede lid en 93 van de grondwet).
Artikel 90, tweede lid luidt:
Te rekenen van het overlijden van de Koning en tot de eedaflegging van zijn troonopvolger of van de Regent, wordt de grondwettelijke macht van de Koning in naam van het Belgische volk uitgeoefend door de in raad verenigde ministers en onder hun verantwoordelijkheid.
Artikel 93 luidt:
Indien de Koning in de onmogelijkheid verkeert te regeren, roepen de ministers, na deze onmogelijkheid te hebben vastgesteld, de Kamers dadelijk bijeen. Door de verenigde Kamers wordt in de voogdij en in het regentschap voorzien.
Van artikel 90, tweede lid werd enkel de tweede zinsnede gebruikt aangezien de koning niet was overleden. Bij artikel 93 werd enkel gebruik gemaakt van de eerste zin en werd aldus niet voorzien in de voogdij en in het regentschap.
Boudewijns brief werd voorgelezen in de Kamer van volksvertegenwoordigers op 3 april 1990 waarna de onmogelijkheid van de koning om te regeren werd vastgesteld. Hierdoor werd de ministerraad bevoegd voor de bekrachtiging van de wet. Na de bekrachtiging door de ministerraad stelde de gezamenlijke bijeenkomst van Kamer en Senaat op 5 april 1990 bij stemming vast dat de koning weer in de mogelijkheid was om te regeren.

## Kritiek
Volgens sommige rechtsleer omvat de juridische oplossing een selectief lezen van de grondwet.
Andere stemmen poneren dat de onmogelijkheid om te regeren in het verleden werd vastgesteld door derden, terwijl het hier door de koning zelf gebeurde.
Op 19 april werd het incident in de Kamer en Senaat besproken en vroeg de regering-Martens VIII het parlement een stemming over een motie van vertrouwen. Politiek klaagde PVV-voorzitter Guy Verhofstadt hierbij namens de oppositie dat de regering volgens hem ongrondwettelijk had gehandeld. De onmogelijkheid te regeren moest volgens hem zijn oorsprong vinden in omstandigheden buiten de wil van de koning. VU-kamerlid Paul Van Grembergen uit de meerderheid en Henri Simons namens Agalev-Ecolo in oppositie pleitten beide voor een transitie naar het Zweeds model, met een louter protocollair koningschap. Martens repliceerde dat de onmogelijkheid voor de Koning om te regeren in de grondwet zelf niet was omschreven en dat de rechtsleer niet tegensprak dat de ministerraad deze vaststelling kon doen.